# Ritmo giunzionale

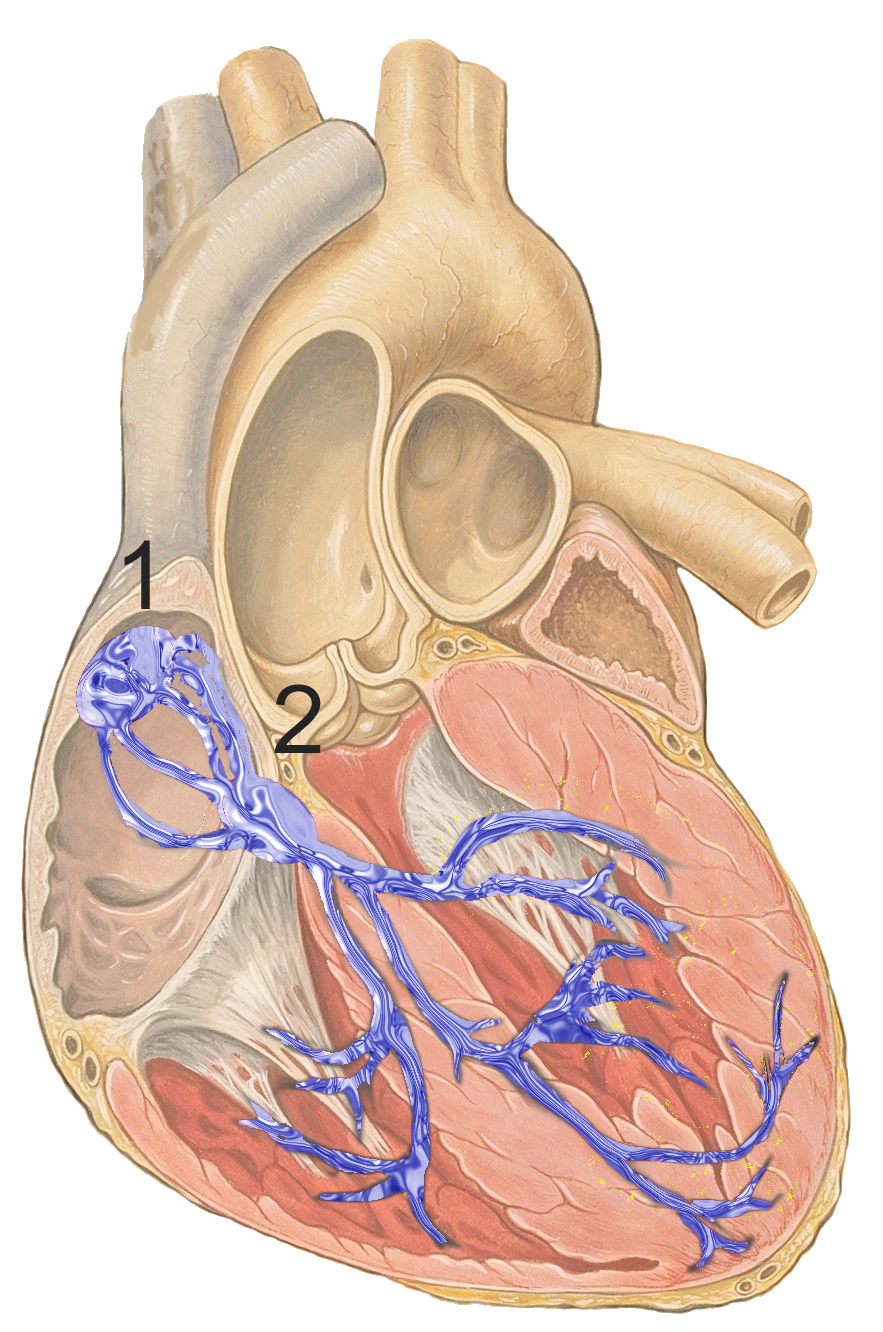
1. nodo senoatriale, 2. nodo atrioventricolare.

Il ritmo giunzionale descrive un ritmo cardiaco anormale (aritmia) risultante da impulsi provenienti da un punto situato nella zona del nodo atrioventricolare,  dove vi è l'"incrocio" tra atri e ventricoli.
In condizioni normali, il nodo senoatriale del cuore determina la velocità con cui l'organo batte. L'attività elettrica del ritmo sinusale ha origine nel nodo senoatriale e depolarizza gli atri. La corrente passa quindi dagli atri al nodo atriventricolare e successivamente, attraverso il fascio di His, raggiunge e depolarizza i ventricoli. Questo ritmo sinusale è importante perché assicura che gli atri del cuore si contraggono in modo corretto prima dei ventricoli.
Nel caso di ritmo giunzionale, tuttavia, il nodo senoatriale non controlla il ritmo del cuore, questo può accadere nel caso di un blocco in conduzione da qualche parte lungo il percorso sopra descritto. Quando questo accade, il nodo atrioventricolare del cuore assume il ruolo di pacemaker. Nel caso di un ritmo giunzionale, gli atri effettivamente si contraggono ancora prima dei ventricoli, correttamente; tuttavia, questo non avviene per il normale percorso di attivazione ed è invece dovuto a una conduzione retrograda o all'indietro (la conduzione origina dal nodo atrioventricolare e si propaga verso gli atri).
Il ritmo giunzionale può essere diagnosticato esaminando il tracciato elettrocardiografico, che di solito si presenta senza un'onda P o con un'onda P invertita. L'onda P retrograda rispecchia la depolarizzazione dal nodo atrioventricolare indietro verso il nodo senoatriale.